# Гюхеза
Гю́хеза (алб. Kepi i Gjuhëzës), также Линге́тта (Лингвета, итал. Capo Linguetta), Глосса (Capo Glossa, греч. Κάβος Γλῶσσα) — мыс на западном побережье Балканского полуострова, на северо-западе Эпира, крайняя западная точка Албании. Является западной оконечностью полуострова Карабурун (Керавнийских гор). Узкий мыс похож на язык (греч. γλώσσα, итал. linguetta, алб. gjuhë), отсюда и его название, далеко вдаётся в пролив Отранто, соединяющий Адриатическое и Ионическое моря, напротив мыса Отранто, в 180 км от устья реки Буна (самого северного пункта албанского берега). Наивысшая точка 42 м над уровнем моря. 
Древнее название — Акрокера́вния, Акрокераунский мыс (др.-греч. Ακροκεραύνια, Κεραύνια ἄκρα, лат. Acroceraunia Promontorium). Древнеримский поэт Вергилий писал в «Энеиде»:
В море выходим мы вновь, близ Керавнии скал проплываем:

Путь в Италию здесь, средь зыбей здесь короче дорога.
Оригинальный текст (лат.)Prouehimur pelago uicina Ceraunia iuxta,

unde iter Italiam cursusque breuissimus undis.

У мыса находится маяк.